# Lise Berthaud
Pour les articles homonymes, voir Berthaud.
Lise Berthaud, née en 1982 à Bourg-en-Bresse, est une musicienne et altiste française.

## Biographie
Fille d'enseignants, Lise Berthaud est née en 1982 à Bourg-en-Bresse. Elle commence à apprendre le violon à cinq ans au conservatoire de Villefranche-sur-Saône, puis opte pour l'alto à l'adolescence en raison du manque d'altistes dans les orchestres.
Elle participe en 1996 à la création du Festival de Pâques de Deauville. Elle obtient en 1997 une médaille d’or au Conservatoire à rayonnement régional de Lyon. Elle est reçue première au concours national des jeunes altistes à Paris, et au concours d'entrée au Conservatoire national supérieur de musique de Paris, où elle intègre la classe de Pierre-Henri Xuereb. Elle est lauréate du concours européen des jeunes interprètes en 2000, et rejoint le cycle de perfectionnement de Gérard Caussé au Conservatoire de Paris en 2002. En 2003, elle obtient le deuxième prix du Concours international de violon d'Avignon et part en tournée pour jouer dans Harold en Italie de Berlioz avec l'Orchestre français des jeunes dirigé par Emmanuel Krivine. Le 11 mars 2004, elle crée le concerto Pour Lila pour alto et orchestre de Marc-Olivier Dupin au théâtre du Châtelet avec l'Orchestre Lamoureux dirigé par Christian Orosanu.
En 2005, elle est lauréate ex aequo du prix spécial « Hindemith » à la soixantième édition du Concours international d'exécution musicale de Genève et elle est nommée dans la catégorie « Révélation » aux Victoires de la musique classique en 2009. Elle intègre le programme New Generation Artists de la BBC Radio 3 de 2013 à 2015.
Depuis 2017 elle participe au projet d'intégrale de la musique de chambre de Johannes Brahms pour B Records avec Pierre Fouchenneret, François Salque et Eric Le Sage,. Elle se produit régulièrement en quatuor, notamment avec le Skride Piano Quartett, fondé en 2016, aux côtés de Lauma Skride au piano, Baiba Skride au violon et Harriet Krijgh (de) au piano.

## Discographie
- 2012 : Gabriel Fauré - Quatuors avec piano, avec Éric Le Sage, François Salque, Daishin Kashimoto, Alpha.
- 2013 : Schumann - Schubert - Brahms, avec Adam Laloum, Aparté.
- 2014 : Berlioz, Harold en Italie, avec l'Orchestre national de Lyon dirigé par Leonard Slatkin, Naxos.
- 2015 : Mozart / Brahms String Quintets, avec le quatuor Voce, Alpha.
- 2016 : Gabriel Fauré, Intégrale de la Musique de Chambre avec Piano, Alpha.
- 2018 : Brahms, Quatuors pour piano et cordes (Intégrale musique de chambre) (Live at Beauvais 2017), avec Pierre Fouchenneret, François Salque et Éric Le Sage, B Records.
- 2018 : Brahms, Quintettes et sextuors à cordes (Intégrale musique de chambre), avec Pierre Fouchenneret, Shuichi Okada, Adrien Boisseau, François Salque et Yan Levionnois, B Records.
- 2019 : Brahms, Œuvres pour instruments à vent (Intégrale musique de chambre), avec Pierre Fouchenneret, Deborah Nemtanu, François Salque, Florent Pujuila, Joël Lasry et Éric Le Sage, B Records.
- 2019: Brahms, Sonates pour alto et piano - Zwei Gesänge (Intégrale musique de chambre), avec Éric Le Sage et Sarah Laulan, B Records.
- 2019 : Skride Piano Quartet - Mozart, Brahms, Mahler, avec Lauma Skride, Baiba Skride et Harriet Krijgh (de), Orfeo.